# Teorema de Fubini
Na análise matemática, o teorema de Fubini, em homenagem a Guido Fubini, é um resultado que fornece condições sob as quais é possível calcular uma integral dupla por meio de integrais iteradas. Como consequência, ele permite a inversão da ordem de integração em integrais iteradas.
Seu análogo em derivadas parciais é o Teorema de Clairaut-Schwarz.

## Enunciado do Teorema
Sejam A e B espaços de medida completos. Suponha f(x,y) uma função A × B mensurável. Se 
{\displaystyle \int _{A\times B}|f(x,y)|\,{\text{d}}(x,y)<\infty ,}
em que a integral é tomada com relação à medida produto associada ao espaço A × B, então
{\displaystyle \int _{A}\left(\int _{B}f(x,y)\,{\text{d}}y\right)\,{\text{d}}x=\int _{B}\left(\int _{A}f(x,y)\,{\text{d}}x\right)\,{\text{d}}y=\int _{A\times B}f(x,y)\,{\text{d}}(x,y),}
em que as duas primeiras integrais são integrais iteradas com relação a duas medidas, respectivamente, e a terceira é uma integral com relação ao produto dessas duas medidas.
A demonstração deste teorema é encontrada em livros de Análise Real.

## Aplicações
O teorema de Fubini possui aplicações em inúmeras áreas das ciências exatas. Dentre as quais podemos citar:

### Cálculo de integrais múltiplas
O cálculo de uma dada integral múltipla fica bastante simplicidado ao escrevermos a integral em integrais iteradas. Veja, por exemplo, o artigo Integral múltipla da Wikipédia. Além disso, vários exemplos para integrais duplas e triplas podem ser encontrados em livros de Cálculo.

### Integral gaussiana
Uma das aplicações do teorema de Fubini é na resolução da integral gaussiana que é a base para grande parte da teoria de probabilidades:
{\displaystyle \int _{-\infty }^{\infty }e^{-ax^{2}}\,{\text{d}}x={\sqrt {\frac {\pi }{a}}}.}
No artigo sobre integrais gaussianas pode-se ver como o teorema de Fubini pode ser usado para provar isso.